# Вешняков, Иван Петрович (1791)
Иван Петрович Вешняков (Вишняков) (7 (18) августа 1791—5 (17) мая 1841) — генерал-майор (06.10.1831), гофмейстер двора великого князя Михаила Павловича; участник Отечественной войны 1812 года.

## Биография
Происходил из дворянской семьи петербургской губернии. Один из тринадцати детей отставного майора Петра Ивановича Вешнякова (1756—1804), предводителя дворянства Казанской губернии, от брака его с Анной Андреевной Всеволожской (1767— ?). Вырос в родительском имении Тагашево Казанской губернии, которые получил его предок за ратные подвиги после взятия Казани.
В 1812 году — колонновожатый в «Свите Его Императорского Величества по квартирмейстерской части». С февраля 1813 года — прапорщик; с апреля 1814 года — подпоручик. В 1813—1814 годах состоял при начальнике Главного штаба князе П. М. Волконском. 
Будучи адъютантом великого князя Константина Павловича, сопровождал его в 1825 году в поездке из Варшавы в Петербург. В 1828 году в чине полковника числился в лейб-гвардии Гренадерском полку. С 1831 года генерал-майор, почётный член Московского общества испытателей природы (1832). Адъютант великого князя Михаила Павловича и под конец жизни управляющей его двором. Похоронен на Лазаревском кладбище Александро-Невской лавры; в начале Ломоносовской дорожки (IV уч.) стоит мраморный скульптурный трехгранный жертвенник.

## Семья

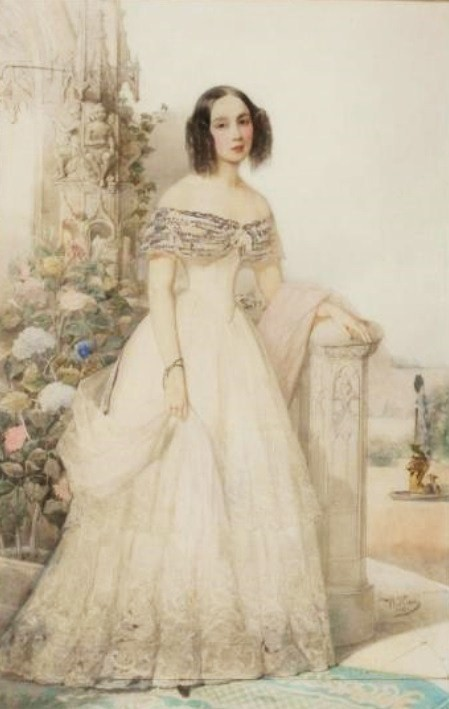
Александра Петровна на акварели В. И. Гау (1843)

Первая жена (с 12 ноября 1822 года) — Софья Николаевна Толстая (1801—1827), сестра Я. Н. Толстого. Венчались в Петербурге в церкви Вознесения при Адмиралтейских слободах. Поручителями по жениху были В. А. Всеволожский и Н. С. Всеволожский; по невесте — Ф. Ф. Юрьев и П. Мансуров. Их сыновья:
- Михаил (09.12.1823[5]— ?), крестник великого князя Михаила Павловича и императрицы Марии Фёдоровны.
- Николай (15.03.1826—27.03.1880), полковник в отставке, женат на баронессе Александре Васильевне Крюденер.

Вторая жена  (с 31 января 1830 года) — княжна Александра Петровна Хованская (20.02.1812—14.03.1889), официально считалась дочерью князя П. А. Хованского, но в действительности была дочерью богача В. А. Всеволожского, с которым её мать долгие годы состояла в любовной связи. «Очаровательная Сашенька» выросла в его доме и с юных лет «заставляла трепетать сердца своих поклонников». По достижении совершеннолетия была повенчана в церкви Св. Архистратига Михаила в Михайловском дворце с двоюродным братом Вешняковым и принесла ему большое приданое.  Овдовев, она (17.01.1843) вышла замуж за сына сенатора Челищева, чем очень удивила весь Петербург. Этой странной свадьбой, по словам барона М. Корфа, был занят весь город. Мало того, что новый избранник Вешняковой был моложе её на семь лет, в прибавку она еще при жизни мужа не славилась особенной верностью и общая молва приписывала ей в любовники Челищева же, но только не этого, а старшего его брата. И теперь этим браком, один брат прикрыл грехи другого. Похоронена на Тихвинском кладбище Александро-Невской лавры. В первом браке имела несколько детей, из них сын:
- Всеволод (1833—13.03.1883[9]), поручик, майор в отставке (1857), начальник жандармского управления Конинского уезда (1881). Умер от чахотки в Берлине, похоронен в России.

Имел награды:
- Орден Св. Владимира 3-й степени (1828)
- Золотая шпага «За храбрость» (1831)
- Орден Св. Станислава 1-й ст. (1833)
- Орден Св. Георгия IV класса (№ 4930; 3 декабря 1834)
- Орден Св. Анны 1-й ст. (1837)